# Oak Grove (Kentucky)
Oak Grove é uma cidade localizada no estado americano de Kentucky, no Condado de Christian.

## Demografia
Segundo o censo americano de 2000, a sua população era de 7064 habitantes.
Em 2006, foi estimada uma população de 7223, um aumento de 159 (2.3%).

## Geografia
De acordo com o United States Census Bureau tem uma área de
26,7 km², dos quais 26,7 km² cobertos por terra e 0,0 km² cobertos por água. Oak Grove localiza-se a aproximadamente 165 m acima do nível do mar.

## Localidades na vizinhança
O diagrama seguinte representa as localidades num raio de 24 km ao redor de Oak Grove.